# Luftschiffbau Schütte-Lanz GmbH

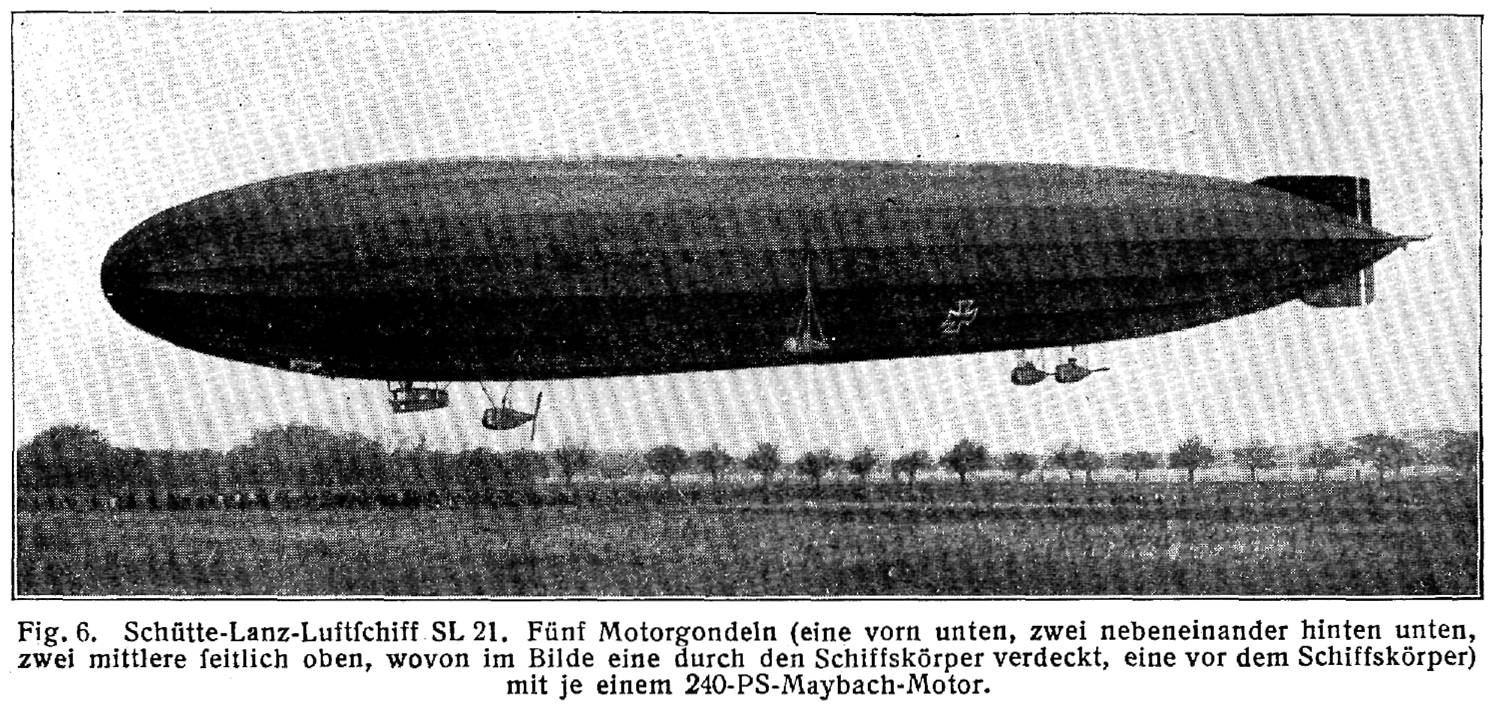
Een zeppelin gemaakt door Luftschiffbau Schütte-Lanz GmbH.

De firma Luftschiffbau Schütte-Lanz werd gesticht door de industriëlen Karl Lanz en de ingenieur Johann Schütte op 22 april 1909 te Mannheim, vanwaar de firma de hele Eerste Wereldoorlog de concurrentie aanging met Ferdinand von Zeppelin op het gebied van Starre luchtschepen. Hoewel de luchtschepen goed verkochten, kon Schütte-Lanz toch niet op tegen de concurrent.
Het grootste verschil met de zeppelin zat in de constructie. Te Mannheim gebruikte men in plaats van de Dreiecktrager (driehoeksdrager) een ruitvormige constructie. Ook gebruikte Schütte-Lanz hout in plaats van duraluminium.
Tussen 1922 en 1924 bouwde men onder de merknaam Schütte-Lanz ook auto's. Het enige model dat men aanbood was het model 4/14 pk. De auto was niet vooruitstrevend, maar wel zorgvuldig samengebouwd. Grote afname vond de auto echter niet.
- Gemeinsame Normdatei: 10201687-2
- Library of Congress Control Number: n88028504
- Virtual International Authority File: 123254644